# Randers Sportsklub Freja
Randers Sportsklub Freja (Randers Freja) er en idrætsforening fra den østjyske by Randers. Klubben har fire idrætsgrene på programmet – atletik, håndbold, triathlon og fodbold. 
Klubben blev stiftet i den 6. november 1898. 
Klubbens 1. fodboldseniorhold hed Randers Freja FC fra indførelsen af betalt fodbold i marts 1978.
Klubbens fodboldafdeling er en del af overbygningen Randers FC, som blev dannet i 2003. Overbygningsklubberne deler Randers Frejas 1. hold.
Klubbens håndboldafdeling er en del af overbygningen Randers HK, som blev dannet i 1996.
Randers Freja vandt pokalturneringen i fodbold i både 1967 og 1968, begge år som hold fra den næstbedste række. I 1973 vandt de igen pokalen, og fik samme år sølvmedaljer i landets bedste fodboldrække.
Klubben sejrede desuden i pokalfinalerne som Randers FC i 2006, også som hold fra næstbedste række, og i 2021, hvorimod man tabte finalen i 2013.
Klubben fik som Randers FC bronzemedaljer i 2013. 

## Randers Freja A-landsholdsspillere i fodbold
- René Møller
- Helge Vonsyld
- Jørgen Rasmussen
- Steen Danielsen
- Erik Sørensen
- Carsten Brandenborg
- Per Røntved
- Leif Raaby Pedersen
- Ebbe Andersen

## Fodbold, 1. holdstrænere
- - 1965-1967: Kaj Christiansen (fratrådte ved årets udgang)
  - 1968-1969: Juan Ramon (fratrådte ved årets udgang)
  - 1970-1971: Josef Szentgyörgyi (fratrådte ved årets udgang)
  - 1972-1974: Juan Ramon (fratrådte i juni)
  - 1974: Heini Hald (fratrådte i november)
  - 1974-1975: Aksel König (fratrådte ved årets udgang)
  - 1976-1978: Walther Pfeiffer (fratrådte ved årets udgang)
  - 1979: Frank Upton (fratrådte i september)
  - 1979-1981: Ole Gerhard (fratrådte ved årets udgang)
  - 1982: Egon Jensen (fratrådte i oktober)
  - 1982: Erik Busk Jensen (fratrådte ved årets udgang)
  - 1983-1989: Ernst Netuka (fratrådte ved årets udgang)
  - 1990: Per Simonsen (fratrådte ved årets udgang)
  - 1991-1992: Klaus Granlund (fratrådte om sommeren)
  - 1992: Jørgen Rasmussen og Poul Hansen (fratrådte ved årets udgang)
  - 1993: Bent Eriksen og Poul Hansen (fratrådte om sommeren)
  - 1993-1994 Lars Lundkvist og John Stampe (fratrådte ved årets udgang)
  - 1995: Lars Lundkvist (foråret)
  - 1995-96: Lars Lundkvist og Kent Nielsen (fratrådte om sommeren)
  - 1996: Jens Tang Olesen og Per Simonsen (fratrådte ved årets udgang)
  - 1997: Jens Tang Olesen og Palle Sørensen (fratrådte ved årets udgang)
  - 1998-1999: Frank Petersen (fratrådte om sommeren)
  - 1999-2001: Søren Kusk (fratrådte om sommeren)
  - 2001: Ole Fritsen (juli-oktober)
  - 2001: Leif Nielsen og Allan Søstrøm (fratrådte ved årets udgang)
  - 2002: Kim Poulsen (fratrådte ved årets udgang)
  - 2003-2007: Lars Olsen (fratrådte om sommeren)
  - 2007-2008: Colin Tood (fratrådte ved årets udgang)
  - 2009: John Faxe Jensen (fratrådte i oktober)
  - 2009-2011: Ove Christensen (fratrådte i april)
  - 2011: Peter Elstrup (fratrådte om sommeren)
  - 2011-12: Michael Hemmingsen (fratrådte om sommeren)
  - 2012-2016: Colin Tood (fratrådte om sommeren)
  - 2016-17: Ólafur Kristjánsson (fratrådte i oktober)
  - 2017-18: Ricardo Moniz (fratrådte i januar)
  - 2018: Rasmus Bertelsen (fratrådte om sommeren)
  - 2018-23: Thomas Thomasberg (fratrådte 22. marts)
  - 2023- : Rasmus Bertelsen

## Fodbold, 1. holdets indplacering
- 1941: Deltagelse i Danmarksturneringen fra dennes start
- 1945-1956: 2. division (næstbedste række) (sommer-sommer-turnering)
- 1956-1958: 3. division (tredjebedste række)
- 1959-1964: 2. division (næstbedste række) (kalenderårsturnering)
- 1965: 3. division (tredjebedste række)
- 1966-1969: 2. division (næstbedste række)
- 1970-1978: 1. division (bedste række)
- 1979-1982: 2. division (næstbedste række)
- 1983: 3. division (tredjebedste række)
- 1984-1985: 2. division (næstbedste række)
- 1986: 1. division (bedste række)
- 1987: 2. division (næstbedste række)
- 1988: 1. division (bedste række)
- 1989-1990: 2. division (næstbedste række)
- 1991, forår: 2. division (næstbedste række) (herefter sommer-sommer-turnering)
- 1991-1999: 2. division (tredjebedste række)
- 1999-2004: 1. division (næstbedste række)
- 2004-2005: Superligaen (bedste række)
- 2005-2006: 1. division (næstbedste række)
- 2006-2011: Superligaen (bedste række)
- 2011-2012: 1. division (næstbedste række)
- 2012-: Superligaen (bedste række)

## Ekstern kilde/henvisning
- Randers SK Frejas officielle hjemmeside
- Om klubbens udvikling og struktur fra Randersfreja.dk